# 31043 Sturm
31043 Sturm este un asteroid din centura principală de asteroizi.

## Descriere
31043 Sturm este un asteroid din centura principală de asteroizi. A fost descoperit pe 11 iunie 1996 la Prescott (Arizona) de Paul G. Comba. El prezintă o orbită caracterizată de o semiaxă mare de 2,61 ua, o excentricitate de 0,17 și o înclinație de 8,9° în raport cu ecliptica.